# Kovalivka, Novoukraiinka
Kovalivka (în ucraineană Ковалівка) este un sat în comuna Mala Pomicina din raionul Novoukraiinka, regiunea Kirovohrad, Ucraina.

## Demografie
Componența lingvistică a localității Kovalivka
     Ucraineană (91,67%)
     Rusă (7,14%)
     Română (1,19%)
Conform recensământului din 2001, majoritatea populației localității Kovalivka era vorbitoare de ucraineană (91,67%), existând în minoritate și vorbitori de rusă (7,14%) și română (1,19%).